# 고토 와카바
고토 와카바(일본어: 後藤 若葉, 2001년 6월 4일 ~ )는 일본의 여자 축구 선수이다.

## 구단 경력
2024년 WE리그의 우라와 레즈에 입단하였다.

## 국가대표팀 경력
그녀는 2018년 FIFA U-17 여자 월드컵에 참가할 일본 U-17 국가대표팀에 발탁되었으며, 2경기에 출전했다.
2022년 아시안 게임에 참가할 일본 국가대표 B팀에 발탁되었으며, 일본이 우승을 달성하는데 크게 기여하였다.